# Nyckelsigneringsparty
Ett nyckelsigneringsparty är en träff, ofta ordnad på gräsrotsnivå, med syftet att signera varandras krypteringsnycklar. I Europa är nyckelsigneringspartyt på FOSDEM ett av de största.
I Sverige anordnar föreningen IX regelbundet nyckelsigneringspartyn.